# Берсерк
Берсерк (јап. ベルセルク) је манга аутора Кентара Мијуре. Прототип манге објављен је 1988. године, да би годину дана касније наслов почео да се серијализује у месечној манга ревији Monthly Animal House, која је угашена 1992. године. Берсерк је потом прешао у часопис Young Animal, у ком се и данас објављује. Мијура је преминуо маја 2021, те су мангу наставили Коуџи Мори, његов пријатељ из детињства, и Мијурини асистенти из студија Гага. Последње поглавље које је Мијура нацртао објављено је постхумно у септембарском издању 2021. године. Издавачка кућа Дарквуд преводи мангу на српски језик од 2022. године.
Део манге је у периоду од 1997. до 1998. године адаптиран у аниме серију. Адаптацију је радио студио ОЛМ, и имала је 25 епизода. Исти део манге адаптиран је у три аниме филма; прва два емитована су 2012, а трећи 2013. године. Манга је потом адаптирана 2016–2017. године у аниме серију од 24 епизоде, подељене на две сезоне.

## Синопсис
Прича прати Гатса, најамника мрачне прошлости и тешког мача. Одгојио га је човек звани Гамбино, који је био добар борац, али и насилник. Једне ноћи, пијани Гамбино је наоружан ушао у Гатсов шатор, што је натерало овога да га убије у самоодбрани. Гатс је због тога добио репутацију и запао за око Грифиту, харизматичном вођи најамничке банде. Грифит га изазива на борбу и побеђује, терајући Гатса да му се придружи.

## Стварање

### Почеци
Мијура је већ са осамнаест година, док је радио за мангаку Џоџија (Џорџа) Морикаву, почео да смишља причу за Берсерк. Први конценпт лика Гатса нашао се тада у његовом портфолију. Мијура је послао неколико прича издавачкој кући Хакусенша, али није мислио да је довољно добар да буде примљен, а ни да су уредници заинтересовани за научну фантастику и мрачну фантастику. Године 1988, док је радио за Буронсона, Мијурин прототип Берсерка је објављен у Хакусеншиној манга ревији  где је освојио друго место на њиховом такмичењу. Мијура је потом објавио свој рад у магазин који је био на „ивици банкрота,“ те је мењао доста уредника. Манга је напокон почела да се серијализује 1989. године у Хакусеншином часопису Monthly Animal House.

### Концепти и утицаји
Мијура није био упознат са историјом берсеркера када је смишљао наслов манге, рекавши да је изабрао реч берсерк зато што је „мистериозна и добро звучи“. Рекао је такође да је наслов инспирисан Гатсовим дизајном, који је сам по себи инспирисан Побеснелим Максом. Мрачни свет Берсерка инспирисан је филмом Конан варварин из 1982. године, и серијом романа Мајкла Муркока.
Мијура је навео мангу Fist of the North Star и мангаку Тецуа Хару као главне инспирације, поготово за цртачки стил. Навео је такође уметнике Јошиказуа Јасухика и Фуџихика Хосона као прве инспирације. Велики утицаји на причу и атмосферу манге били су Violence Jack од Гоа Нагаја и Guin Saga ауторке Каору Куримото. Када је цртао позадине, угледао се на мангу Ranpo аутора Масатошија Учизакија. Једна од омиљених манги била му је Дороро Осамуа Тезуке, која као и Берсерк има приказе јокаија. Од западњачких утицаја, навео је Ратове звезда. Рекао је такође да су шоџо манге биле велике инспирације јер „приказују пуну јачину емоција“. Посебно се угледао на Јумико Ошиму и Кеико Такемију.
Гатсов дизајн и личност делимично су инспирисани Мијуриним пријатељем из детињства (и касније колегом) Коуџијем Моријем, као и Побеснелим Максом, и наступима Рутгера Хауера у филмовима Flesh and Blood, Blade Runner, The Hitcher и . Гатсова простетична рука инспирисана је Хјакимаруом из Дорора, и ликом Кобре из истоимене манге. Гатсово оружје је мешавина Куртовог мача из манге Pygmalio и мача из манге The Snow Queen (спиноф Гуин Саге). Мијура је желео да мач буде као песница из Fist of the North Star–а, односно да има надреалну моћ приказану на релистичан начин. Када је смишљао Гатса, прво је одлучио да ће он бити ратник мрачне прошлости, само није знао какву ће тачно прошлост имати. На почетку се фокусирао на развој лика, те је тек у трећем–четвртом тому одлучио разлог за Гатсову освету.

### Мијурина смрт и наставак серијала
Мијура је преминуо 6. маја 2021. године због дисекције аорте. Издавачка кућа Хакусенша је 20. маја објавила вест о његовој смрти, као и информацију да тренутно не знају шта ће бити са Берсерком. Последње поглавље на ком је Мијура радио, поглавље 364, објављено је 10. септембра исте године. То издање часописа било је посвећено Мијури, и садржало је „Поруку за Кентара Мијуру,“ постер и исечке најпознатијих сцена из манге. Хакусенша је и тада објавила да се још увек не зна шта ће бити са серијом, уз коментар: „Најбитније је шта би он желео да је још увек са нама.“
Хакусенша и Коуџи Мори су 7. јуна 2022. године објавили да ће наставити са Берсерком. Мори је био Мијурин пријатељ, те је знао крај манге. Мори је објаснио да је Мијура већ пре тридесет година осмислио крај Берсерка, и да се до смрти држао плана. Мори је обећао да ће се држати оригиналне идеје, и да неће смиљшати нове сцене.

## Франшиза

### Манга
Манга Берсерк, коју је написао Кентаро Мијура, испрва је објављена августа 1989. године у октобарском издању Хакусеншине месечне манга ревије Monthly Animal House. Први том изашао је 26. новембра 1990. године. Гашењем Monthly Animal House–а 1992. године, манга је пребачена у часопис , где се периодично објављивала до Мијурине смрти 2021. године. Берсерк је наставио да се објављује јуна 2022. године, и то под руководством Мијуриног пријатеља Коуџија Морија и Мијуриних асистената из студија Гага. Репринт првих 37 томова манге урађен је јуна 2016. године, и то са новим корицама. Закључно са децембром 2021. године, издат је 41 том. Четрдесет и први том је објављен постхумно, и то у специјалном и обичном издању, заједно са Мијурином илустрацијом и ЦД драмом.
Издавачка кућа Дарквуд је марта 2022. године најавила да ће преводити Берсерк на српски језик. Први том изашао је 24. августа исте године.

### Аниме

#### Прва адаптација (1997–1998)
Прва аниме адаптација манге настала је у продукцији компнија Nippon Television и VAP. Серију је анимирао студио Oriental Light and Magic (ОЛМ), а режирао Наохито Такахаши. Покрива мангу закључно са сагом „Златно доба“. Емитовала се од 8. октобра 1997. до 1. априла 1998. године, са укупно 25 епизода.

#### Аниме филмови (2012–2013)
Сага „Златно доба“ адаптирана је у аниме филм, подељен на три дела. Филмови су настали у продукцији студија 4&nbsp;°C. Први део, The Egg of the King, емитован је 4. фебруара 2012; други, The Battle for Doldrey, 23. јуна 2012; и трећи, The Advent, 1. фебруара 2013. године.

#### Друга адаптација (2016–2017)
Друга аниме адаптација манге настала је у продукцији Liden Films–а. Анимацију су радили студији GEMBA и Millepensee. Серија се састоји од 24 епизода, подељених на две сезоне. Прва сезона емитована је од 1. јула, до 16. септембра 2016. године, а друга од 7. априла до 23. јуна 2017. године.

### Видео игрице
Компанија Yuke's прозивела је две видео игрице базиране на овој франшизи. Прва, Sword of the Berserk: Guts' Rage, односно Berserk – Millennium Falcon Arc: Chapter of the Lost Flowers пуштена је крајем 1999. године за конзолу . Друга, Berserk Millennium Falcon Arc: Chapter of the Record of the Holy Demon War, пуштена је 2004. године за конзолу .
Спиноф игрице Dynasty Warriors базиран на Берсерк франшизи, зван Berserk and the Band of the Hawk пуштен је 27. октобра 2016. године за конзоле PlayStation 4 и PlayStation Vita, као и PC путем Steam–а.
Игрица Dragon's Dogma имала је елементе костима из Берсерк филмова. Игрица Shin Megami Tensei: Liberation Dx2 је додала ликове из друге адаптације, а ММОРПГ игрица Lineage W је исто то урадила са ликом Гатса.

### Роман
Манга је произвела спиноф роман зван Berserk: The Flame Dragon Knight. Прича се врти око новог члана Грифитове банде, Грунбелда. Причу је написао Макото Фуками, а илустровао Мијура и објављена је 23. јуна 2017. године.

### Остало
Објављено је пет уметничких књига и један приручник ове франшизе. Прва уметничка књига, Berserk: Illustrations File, односно Kentaro Miura - Berserk Illustration Book, објављена је 26. фебруара 1997. године. Друга уметничка књига, Berserk: War Cry – Postcard Collection, објављена је 20. августа 1998. године. Трећа књига, , садржи илустрације из прве аниме адаптације, и објављена је 9. децембра исте године. Четврта књига, , садржи илустрације из прве игрице и објављена је 22. децембра 1999. године. Приручник, Berserk Official Guidebook, изашао је 23. септембра 2016, а пета уметничка књига (The Artwork of Berserk) изашла је 2021. године на „Великој изложби Берсерка“.
Компанија Конами је 2003–2004. године пустила на тржиште картице на размењивање. Компаније Art of War, Prime 1 Studio, First 4 Figures и Max Factory произвеле су фигурине базиране на ликовима из серије. Постоје такође две пачинко машине са анимацијом из Берсерка.
Специјалан видео клип у коме глумац Шигеру Мацузаки тумачи лика Гатса објављен је 18. септембра 2018. заједно са четрдесетим томом манге.
У част 30. годишњнице постојања манге, октобра 2020. године објављено је да ће бити одржана „Велика изложба Берсерка“ у Икебукуру. Изложба је требало да траје од 30. јануара, до 15. фебруара 2021. године, али је померена због пандемије ковида 19 на септембар исте године и преименована у „Велика изложба Берсерка: 32 године уметности Кентара Мијуре“. Изложба је потом пренета у Осаку 11. децембра 2021. године где је трајала до 30. јануара 2022. године.
Аудио драма са гласовним глумцима из друге аниме адаптације објављена је 24. децембра 2021. године заједно са специјални издањем 41. тома манге.

## Пријем
Прототип манге је 1988. године освојио друго место на 7. такмичењу Manga-School коју спроводи часопис . Био је финалиста на другом, трећем, четвртом и петом такмичењу за Културолошку награду „Тезука Осаму”. Награду је напокон освојио на шестој додели, и то у категорији за „одличност“ (енгл. Excellence), заједно са Такехиком Иноуеом који је такође освојио главну награду. Берсерк је добио почасну награду на петом и шестом Фестивалу културе у Јапану. Ту исту награду добио је 2017. за кратки видео који је промовисао другу аниме адаптацију.
Берсерк је 2016. године заузео 38. место на списку „Књига године“ коју објављује часопис . Манга је 2021. године заузела 91. место на анкети за „100 најбољих манга серија“ коју спроводи TV Asahi.
Манга је 2007. године на фестивалу Japan Expo освојила прво место у категорији за најбољу сеинен мангу. Заузела је прво место у сличној категорији 2008, 2009, и 2013. на такмичењу које спроводи AnimeLand, и опет 2013. и 2021. године на фестивалу Manga Barcelona.

### Зарада
Томови 33–41 су од 2008. до 2021. године били шести на Ориконовом недељном манга билборду, с тим да су томови 34 и 40 држали прво место 2009. и 2018. године. Закључно са јулом 2015. године, манга је продата у преко 35 милиона примерака. Тај број је скочио на 40 милиона јануара 2016, па на 50 милиона маја 2021. године. Берсерк је 2015. и 2021. године освојио награду за „одличност“ на Хакусеншином такмичењу у коме се рангирају манге по броју продатих примерака у електронском формату.

### Рецензије
Берсерк има веома позитивне критике. Мајкл Аронсон за Manga Life рекао је за мангу да је „занимљив спој средњовековног варварства, црне магије и технологије; мешајући злодухе, пиштоље и крвопролиће и стварајући прелепо нацртану акцију са пуно крви која ће се свидети фановима жанра“. Часопис  је у својој рецензији написао: „Берсерк је препун сцена немилосрдног насиља и узбудљиве акције уврштених у свет фантастике и хорора.“ Грант Гудман (Pop Culture Shock) је за мангу рекао: „Берсерк је показао шта је заправо добро написана манга у жанру фантастике. Ретко која манга има овако комплексну причу пуну средњовековних борби, магије и хорора.“ Грег Макелатон (Read About Comics) је за прва два тома написао: „Још увек нисам сигуран зашто је Берсерк тако фасцинантан. Да ли је због ликова? Изгледа чудовишта? Суптилних наговештаја ка Гатсовој прошлости, као што је његова тетоважа? Или све наведено? Нисам сигуран, али сам навучен.“ Данијел Бриско (The Fandom Post) је у својој рецензији за трећи том написао: „То је трагична прича о мржњи, насиљу и изгубљеној невиности,“ додајући да се „Мијурина вештина огледа у томе што тако добро приказује емоције, добре и лоше, у моментима невероватног насиља и крвопролића.“ Сатјаџит Четри (Rolling Stone) је у рецензији за првих шест томова написао: „Берсерк је до краја петог тома постао дирљива прича о човечанству, пријатељству и амбицијама. Приоритет није крвопролиће, већ ликови и њихови избори… “ Едуардо М. Чавез (AnimeOnDVD) је у рецензији за дванаести том рекао да, упркос годинама „Берсерк је узбудљив и јединствен чак и сада.“ Скот Кембел (Active Anime) је за 21 том написао: „Прича и цртеж су интересантни и задивљујући, али уједно и ужасавајући,“ додајући да је Берсерк јединствен.
Зак Берчи (SciFi.com) је у својој рецензији написао: „Кентаро Мијура је створио причу која је узнемирујућа, али и занимљива и дубокоумна, што је реткост,“ додајући: „Берсерк има веома тешку причу, савршену за зрелије читаоце који воле крваву драму.“ Џејсон Томпсон је у књизи Manga: The Complete Guide дао манги савршену оцену, назвавши је: „крвава мач и магија епских пропорција са елементима Господара пакла Клајва Баркера,“ додајући: „Блатњави и крвави средњовековни свет Берсерка је тако реалистичан— и детаљно нацртан— да увођењем елемената фантастике, прича постаје још језивија.“ Писајући за , Томпсон је такође рекао: „Упркос клању у причи, Берсерк није потпуно без морала; наш јунак је убица, али због његове прошлости, моменти покајања чине се искрени...“. Даље, писајући за , Томпсон је рекао да је Берсерк почео као „прича о ратнику самотњаку који путује светом и коље демоне,“ и да се касније претворио у „причу о групи људи налик на онима у РПГ игрицама...“ те да је Мијура „вероватно писао мангу са млађу демографију“. Упркос критикама, Томпсон је објаснио да је и даље импресиониран Мијуриним цртежом и вештином писања. Мет Фагалеј (Crunchyroll) је коментарисао елементе шонена и шоџоа у томовима 14–16, рекавши да је њихов спој „створио оригиналну и дирљиву причу.“ Карл Кимлинџер (Anime News Network) је у својој рецензији за 35. том упоредио Гатсова путовања са причама Роберта Е. Хауарда. Рекао је такође да су новији томови „слабији“ у поређењу са претходним, у смислу да прате „класичну причу о авантурама“. Британи Винсент (Otaku USA) је у својој критици написала: „Берсерк је један од најоригиналнијих и интересантних фантастика.“ Ерик Фредериксен (Syfy Wire) је рецензији написао: „Берсерк је један од најдужих серијала, и један од најмрачнијих и испуњавајућих.“ Петер Фобијан (Crunchyroll) је за Берсерк рекао да је „веома интимно дело... Развој приче у последњих тридесет година је толико јединствен да га је немогуће упоредити.“
Мијурин цртеж је такође био фаворит међу критичарима. Берчи је за цртеж и Берсерку рекао да је предиван: „Сенчење, детаљи— све је предивно. Свака страница је уметничко дело, свака сцена детаљна и пуна атмосфере.“ Упоредио је стил цртања са хорор стриповима које је педесетих година објављивала издавачка кућа EC Comics, уз коментар: „Мијура је невероватно талентован уметник и писац, и жељно ишчекујем његове будуће манге.“ Томпсон је такође коментарисао цртеж, рекавши: „Мијурин цртеж је главна атракција. Људи су му понекад чудно нацртани, али замкови, витезови, коњи, и барокна и романичка одећа су детаљно и прецизно нацртани.“ Макелатон је напослетку написао да није импресиониран Мијуриним цртежом, али је променио мишљење када су се појавили демони, рекавши: „Мијура црта демоне на тако погрешан и узнемиравајућ начин, да је језиво. Наравно, демони би тако и требало да изгледају.“ Часопис  је у својој рецензији написао: „прича је написана у стилу карактеристичном за манге из осамдесетих; мало дијалога, невероватна акција и реалистичан цртеж.“ Кембел је написао: „Не знате шта је детаљност док не видите Берсерк– ретко која манга пружа толико читаоцима, те није ни чудо што се истиче,“ додајући: „Једина манга која је иоле слична Берсерку је можда Клејмор, која је такође добра– али Берсерк је несвакидашњи.“ Сердар Јегулалп (Advanced Media Network) је за цртеже из првих томова рекао: „мало укоченији од каснијих томова,“ те се надовезао након осмог тома и рекао: „скоро свака страница изгледа невероватно,“ додајући: „Мијурина љубав према детаљима је запањујућа.“ Кејси Бријенза (Anime News Network) је у својој рецензији рекла: „Мијурин цртеж је предиван, и рађен без армије асистената. Иако му је цртеж добар од прве странице, побољшао се са годинама.“ Бријеза је, сада за Graphic Novel Reporter, написала: „За разлику од скоро свих успешних манги, Мијура црта без помоћи асистената...“. Карло Сантос (Anime News Network) је у својој рецензији написао: „Мијурино сенчење даје утисак као да цртежи нису са овог света— ово је једна од ретких манги која скоро па преноси читаоца у друго време и место. Такође, његове детаљне позадине су пријатна промена, јер већину уметника мрзи да их црта.“ Кимлинџер је написао да је Мијурин цртеж „један од најдетаљнијих, експресивних и генерално прелепих цртежа... Црта дивне изразе лица, невероватна чудовишта, прелеп оклоп и крвопролиће.“ Четри је за онострани свет из првог дела написао: „Подсећа на нешто што би надрогирани Морис Есхер насликао.“ Примећујући алузије на Господаре Пакла и Ктулуа Х. Ф. Лавкрафта, додао је: „Мијура је невероватан приповедач чији цртежи доводе Гатсов свет у живот.“ Бруна Пенилас (IGN) је написала да је Мијурин цртеж „импресиван од почетка до краја,“ и похвалила дизајн ликова и експресије. Алекс Трауб (The New York Times) је упоредио Мијурине композиције са сликама Хијеронима Боша и похвалио препознатљивост ликова.

## Утицај
Берсерк је један од најутицајнијих дела у жанру мрачне фантастике. Петер Фобијан је у раду о утицају Берсерка, написао да је манга битна не само у свету анимеа и манги, већ и самом жанру фантастике, упоређујући њен утицај са Blade Runner–ом.
Казуши Шимада, аутор и уредник, рекао је да манге као што су Челични алхемичар, Напад титана, Убица демона и Џуџуцу каисен не би постојале да није Берсерка. Хаџиме Исајама (Напад титана), Казуе Като (Blue Exorcist), Јана Тобосо (Black Butler), Макото Јукимура (Vinland Saga), Јуки Табата (Black Clover) и Рјого Нарита (Baccano! и Durarara!!) навели су Берсерк као инспирацију. Ади Шанкар, извршни продуцент Каселваније, рекао је да би желео да уради адаптацију Берсерка; а помоћни директор, Адам Дец, навео је да је Каселванија инспирисана Берсерком.
Ремзи Ислер (IGN) је навео да је Гатс „основа многих данашњих хероја,“ додајући да је његов „огроман мач започео тренд,“ који се може видети на ликовима као што су Клауд Страјф из Final Fantasy VII и Ичиго Куросаки из манге Bleach.
Утицај Берсерка осећа се и у видео игрицама, као што су Dynasty Warriors, Final Fantasy (поготово VII и XIV), Souls франшиза, , , ,  и .
Фински хеви метал бенд Battle Beast је написао пар песама о Берсерку. Деткор бенд Brand of Sacrifice је 2019. године објавио албум God Hand који је инспирисан серијом. Бенд Slaughter to Prevail је 2021. године објавио спот за своју песму Zavali Ebalo у коме се налазе сцене из прве аниме адаптације.

## Белешке
1. ↑  Мори је наставио да ради на манги након Мијурине смрти.
2. ↑  Студио чине Мијурини асистенти Јошихиро Куросаки, Акио Мијаџи, Нобухиро Хирај, Наохиде Нагашима, Хидеаки Сугимото и Шигеру Киношита.
3. ↑  Ранг појединачног тома:
  - 33. том (2008): #3[116]
  - 34. том (2009): #1[117]
  - 35. том (2010): #4[118]
  - 36. том (2011): #3[119]
  - 37. том (2012): #2[120]
  - 38. том (2016): #3[121]
  - 39. том (2017): #2[122]
  - 40. том (2018): #1[123]
  - 41. том (2021): #6[124]
4. ↑  Мијура заправо јесте имао асистенте.[149][150]

## Спољашњи извори
- (језик: јапански)
- (језик: јапански)
- Берсерк на енциклопедији сајта Anime News Network (језик: енглески)